# Amy Varle
Amy Varle (ur. 1986, Bury w hrabstwie Wielki Manchester, Wielka Brytania) – brytyjska przedsiębiorczyni i aktywistka socjalna. prowadzi badania i promuje empatyczne i ekonomiczne rozwiązania problemu bezdomności w Wielkiej Brytanii. Założycielka People’s Property Shop, obecnie Social Property Investment,  blogerka. W 2016 roku, wraz z National Housing Federation, zdobyła nagrodę Winston Churchill Memorial Trust, dzięki której w styczniu  2018 roku  opublikowała badanie Social Propert Investment : Pioneering strategies for 21st century homelessness prevention and response. Strategia została przekazana premier Theresie May.  Do 2017 roku pomogła wyjść z bezdomności i znaleźć stałe miejsce zamieszkania ponad stu osobom w Wielkiej Brytanii. 
Amy w wieku 16 lat, w wyniku problemów rodzinnych, doświadczyła bezdomności. Przez 10 miesięcy mieszkała w hostelu dla młodych ludzi. To przyczyniło się do podjęcia przez Amy działań na rzecz osób bezdomnych.